# Vágcsütörtök
Vágcsütörtök (szlovákul Štvrtok) község Szlovákiában, a Trencséni kerületben, a Trencséni járásban.

## Fekvése
Trencséntől 17 km-re délnyugatra a Fehér-Kárpátok lábánál fekszik.

## Története
1477-ben „Chewrtheewrthek” néven említik először. Lakói mezőgazdasággal, állattartással foglalkoztak.
A 18. század végén Vályi András így ír róla: „CSÖTÖRTEK. Stvertek. Népes tót falu Trentsén Vármegyében, földes Urai Báró Révai Uraságok, lakosai katolikusok, fekszik Vág vize mellett, Vág Újhelyhez 3/4. mértföldnyire, határja középszerű.”
Fényes Elek 1851-ben kiadott geográfiai szótárában így ír a faluról: „Csötörtök, (Stwrtek), tót falu, Trencsén vgyében, a Vág jobb partján: 210 kath., 290 evang., 54 zsidó lak. Határja ki van téve a Vág áradásainak. F. u. a Beczkói uradalom.”
A trianoni békéig Trencsén vármegye Trencséni járásához tartozott.

## Népessége
| Év:            | 1994. | 2004.   | 2014.   | 2024.    |
| -------------- | ----- | ------- | ------- | -------- |
| Emberek száma: | 340   | 368     | 351     | 478      |
| Eltérés:       |       | +8,23 % | -4,61 % | +36,18 % |

| Év:            | 2023. | 2024.   |
| -------------- | ----- | ------- |
| Emberek száma: | 483   | 478     |
| Eltérés:       |       | -1,03 % |

1880-ban 428 lakosából 46 német, 1 magyar, 357 szlovák és 9 egyéb anyanyelvű volt, ebből 221 evangélikus, 157 római katolikus és 50 izraelita vallású.
1890-ben 417 lakosából 25 német, 8 magyar és 384 szlovák anyanyelvű volt.
1900-ban 445 lakosából 10 német, 11 magyar és 415 szlovák anyanyelvű volt.
1910-ben 433 lakosából 1 német, 13 magyar, 408 szlovák és 11 egyéb anyanyelvű volt.
1921-ben 377 lakosából 5 zsidó és 372 csehszlovák volt, ebből 219 evangélikus, 148 római katolikus és 10 izraelita vallású.
1930-ban 385 lakosa mind csehszlovák volt.
1970-ben 458 lakosából 456 szlovák volt.
1980-ban 402 lakosából 398 szlovák volt.
1991-ben 349 lakosából 339 szlovák volt. 
2001-ben 351 lakosából 342 szlovák volt.
2011-ben 357 lakosából 348 szlovák, 5 cseh és 3 cigány volt.

## Nevezetességei
- A faluban egy 19. század végén épített harangláb áll.

## Külső hivatkozások
- E-obce.sk Archiválva 2009. június 18-i dátummal a Wayback Machine-ben
- Községinfó
- Vágcsütörtök Szlovákia térképén
- E-obec.sk